# レッドトップ (ミサイル)
ホーカー・シドレー（後にブリティッシュ・エアロスペース）レッドトップ（Hawker Siddeley Red Top）はイギリスが独自開発して配備した、ファイアフラッシュ（限定使用のみ）、ファイアストリークに続く、3番目の空対空ミサイルである。赤外線パッシブホーミング方式を採用し、限定的ではあるが全方向ロックオンが可能であった。 

## 開発
レッドトップは、もともとは、デ・ハビランド ファイアストリークのアップグレード版として計画された。1956年、デ・ハビランドは、ブルー・ジェイ Mk.4 （開発コード）、即ちファイアストリーク Mk.4の開発を開始した。しかし、実際には新規のミサイルの開発に変更された。レッドトップは、ファイアストリークよりも、構成部品の搭載位置がより合理的に変更された。例えば、ファイアストリークでは後方にあった弾頭が前方に移された。さらに、改良された「バイオレット・バナー（Violet Banner）」赤外線シーカー、「グリーン・ガーランド（Green Garland）」赤外線近接信管、より強力な「リネット（Linnet）」ロケットブースターが使用された。また、弾頭もファイアストリークの22.7 kgから31 kg へと強化された。電子機器も真空管からトランジスターへと変更され、冷却の必要がなくなった。
レッドトップはファイアストリークよりも高速で、運動性も優れており、赤外線シーカーの性能も向上しており、ロックオン可能な角度が広がった。シーカー性能の向上により、機体の摩擦熱を探知してホーミングすることが可能になった。1957年の防衛白書の結果として有人戦闘機の開発が凍結されたため、レッドトップはブラッドハウンド Mk. II 地対空ミサイルが実戦配備されるまでの「つなぎ」と位置づけられた。このため、予定されていたレッドトップの改良のいくつかは実現できず、AIM-9L/M　サイドワインダーのような完全な全方位ロックオン機能は実現できなかった。レッドトップは、摩擦熱の大きな超音速で飛翔する標的に対してのみ、全方位ロックオンが可能であった。また、「現在（1990年代）のミサイルとは異なり、レッドトップとファイアストリークは雲の外でなければ使用できなかった。そして、イギリスでは冬に晴れている日は殆ど無かった」。
レッドトップは1964年に実戦配備され、イングリッシュ・エレクトリック ライトニング（F.3/F.6/T.5のみ）とデ・ハビランド シービクセン（FAW.2のみ）に装備された。1988年にライトニングが退役するまで、一部のレッドトップは現役にあった。レッドトップはファイアストリークを置き換える予定であったが、ファイアストリークも1988年まで一部実戦配備されていた。
ブルー・ドルフィンまたはブルー・ジェイ Mk.V と言う名称で、AIM-7 スパローのようなセミアクティブレーダー誘導方式が提案されたが、この計画は1958年にキャンセルされている。

## 採用組織

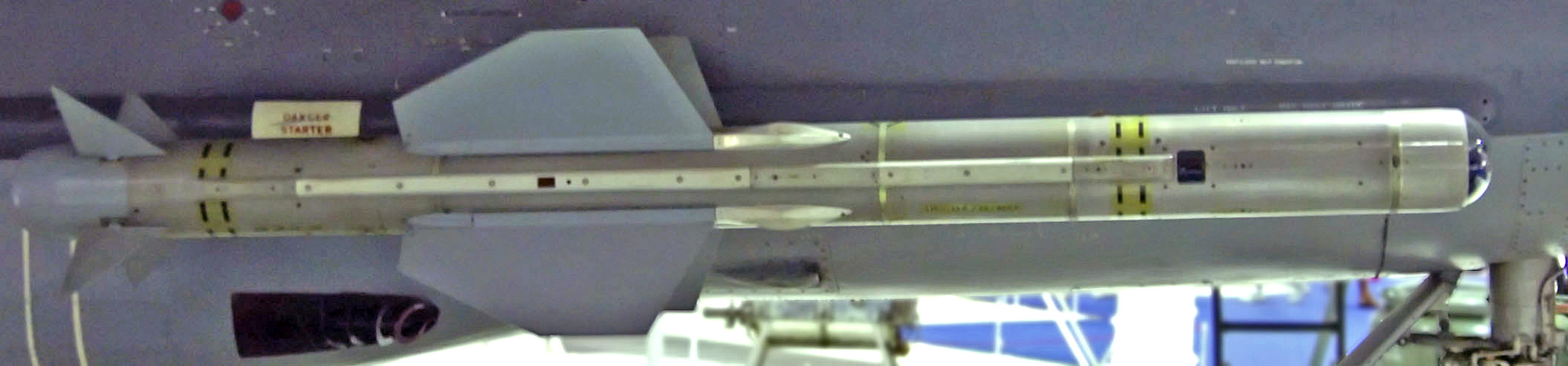
ロンドンのイギリス空軍博物館に展示されている、イングリッシュ・エレクトリック ライトニング に搭載されてレッドトップ

クウェート
- クウェート空軍

 サウジアラビア
- サウジアラビア空軍

 イギリス
- イギリス空軍
- イギリス海軍艦隊航空隊

## 参考資料

### 出版物
- Gibson, Chris; Buttler, Tony (2007). British Secret Projects: Hypersonics, Ramjets and Missiles. Midland Publishing. pp. 47–53. ISBN 978-1857802580